# Lasioglossum arenisaltans
Lasioglossum arenisaltans (лат.) — вид одиночных пчёл рода Lasioglossum из семейства Halictidae (Halictinae). Название arenisaltans образовано от латинских слов «arena» («песок») и «saltans» («прыжок»). Это связано с распространением этого вида в небольших, широко разбросанных песчаных местообитаниях, в которых он, как внешне кажется, перепрыгивает с места на место.

## Распространение
Северная Америка: Мексика, США. Обитают в песчаных дюнах.

## Описание
Мелкие пчёлы длиной около 5 мм. Голова и грудь тёмные с золотисто-зеленоватым металлическим блеском; брюшко красновато-коричневое. От близких видов отличается следующими признаками:
пунктуры на лбу и мезэпистернах скученные и нечёткие, скутум очень густо пунктирован, лицо относительно длинное (отношение длина и ширины ~ 0,85), супраклипеальная область тусклая, щека и постгена линейчатые, метапостнотум с сильными анастомозирующими морщинками и слабой микроскульптурой, тергиты Т2-4 с тёмными дыхальцевыми пятнами, апикальный край наличника иногда оранжевыйВ переднем крыле 3 субмаргинальные ячейки. Одиночные пчёлы, гнездятся в почве. Вид был впервые описан в 2020 году канадскими энтомологами Джоэлем Гарднером (Joel Gardner) и Джейсоном Гиббсом (Jason Gibbs, Department of Entomology, Манитобский университет, Виннипег, Манитоба, Канада) и отнесён к подроду Dialictus. Обнаружены на цветках растений семейств Anacardiaceae, Asteraceae, Boraginaceae, Cactaceae, Euphorbiaceae, Fabaceae, Lamiaceae, Loasaceae.